# Новое Леушино
Но́вое Леу́шино — село в Тейковском районе Ивановской области России. Административный центр Новолеушинского сельского поселения.

## История
Основано как посёлок торфодобытчиков при Тейковском торфопредприятии. В 1939 году преобразовано в посёлок городского типа. С 2004 года — сельский населённый пункт.

## Население
| 1959  | 1970  | 1979  | 1989  | 2002  | 2010  | 2012  |
| ----- | ----- | ----- | ----- | ----- | ----- | ----- |
| 4862  | ↗5034 | ↘3135 | ↘2352 | ↘1620 | ↘1169 | ↗2242 |
| 2013  |       |       |       |       |       |       |
| ↘2232 |       |       |       |       |       |       |

## Улицы
| - ул. Баумана, - ул. Железнодорожная, - ул. Завокзальная, - ул. Зелёная, - ул. Калинина, - ул. Карла Маркса, - ул. Клубная, | - ул. Коминтерна, - ул. Ленина, - ул. Лесная, - ул. Первомайская, - ул. Пионерская, - ул. Победы, - ул. Сахтышская, | - ул. Сидоринская, - ул. Спортивная, - ул. Станционная, - ул. Транспортная, - ул. Центральная, - ул. Школьная, - ул. Якшинская. |

## Инфраструктура
В селе действует ряд мелких предприятий пищевой, мебельной и швейной промышленности. Добыча торфа прекращена. Функционируют средняя школа, больница, аптека, банк, почтовое отделение, дом культуры.